# Ascensores de Txurdinaga-Basarrate

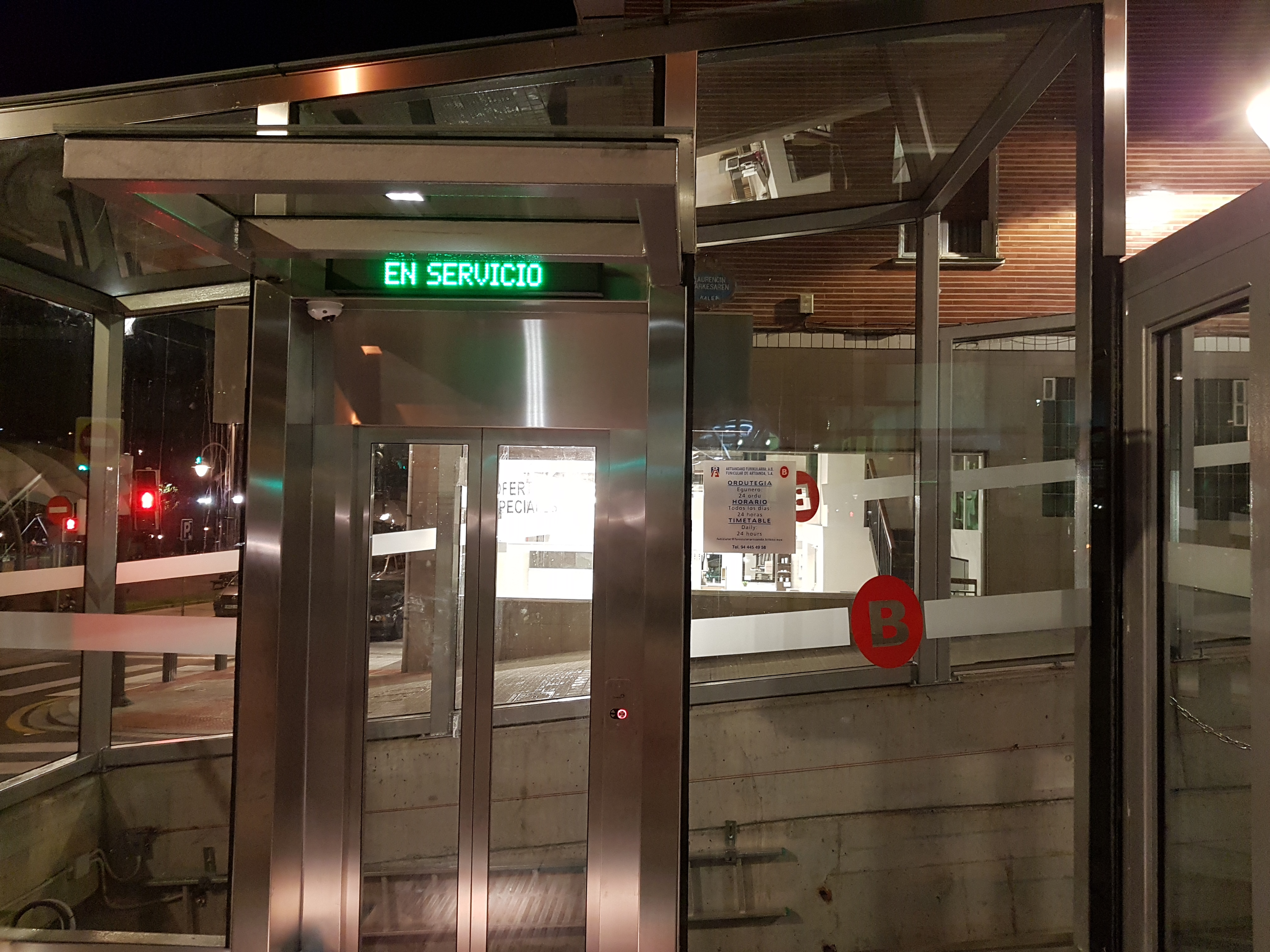
Ascensores de Txurdinaga-Basarrate, unidad junto al polideportivo de Txurdinaga.

Los ascensores de Txurdinaga-Basarrate son dos ascensores ubicados en la calle Marqués de Laurencín de la villa de Bilbao.

## Historia
Inaugurados por el Ayuntamiento de Bilbao el 12 de diciembre de 2018, sendos ascensores inclinados conectan en Santuchu el polideportivo de Txurdinaga con la Campa de Basarrate y salvan la diferencia de cota entre la calle Cocherito de Bilbao e Iturriaga:
- El ascensor superior inicia su recorrido en la calle Iturriaga, junto a la Campa de Basarrate y al ascensor de la parada del Metro. Llega hasta la intersección de la calle Marqués de Laurencín con la calle Guinea Anselmo Pintor y tiene una parada intermedia a la altura de la guardería.
- El ascensor inferior va en el lado de los impares de la calle Guinea Anselmo Pintor, en el mismo cruce con la calle Marqués de Laurencín, hasta el cruce con la calle Cocherito de Bilbao.

## Medios de transporte
Como medio de transporte alternativo ubicado junto al ascensor superior se encuentran el elevador y el acceso principal a la estación de Basarrate del metro de Bilbao.